# Feuerwand-Paradoxon
Die Feuerwand eines schwarzen Lochs ist ein hypothetisches Phänomen, bei dem ein Beobachter, der in ein schwarzes Loch fällt, Begegnungen mit hochenergetischen Quanten am (oder in der Nähe des) Ereignishorizontes hat. Das „Feuerwand“-Phänomen wurde 2012 von den Physikern Ahmed Almheiri, Donald Marolf, Joseph Polchinski und James Sully vorgeschlagen, als eine mögliche Lösung für eine scheinbare Unstimmigkeit in der Komplementarität schwarzer Löcher. Das Paradoxon ergibt sich aus der Quantenmechanik: Die Hawking-Strahlung erfordert, dass Teilchen am Rand vom schwarzen Loch in einem verschränkten Zustand existieren. Hingegen besagt das Prinzip der Monogamie der Verschränkung, dass ein Quantensystem nicht gleichzeitig mit zwei unabhängigen Systemen vollständig verschränkt sein kann. Wenn also die ausgehende Hawking-Strahlung sowohl mit der bereits abgestrahlten Strahlung als auch mit der Materie im Inneren des schwarzen Lochs verschränkt sein würde, würde dies zu einem Widerspruch führen. Eine mögliche Lösung besteht darin, dass die Verschränkung zwischen einfallenden und ausgehenden Teilchen abrupt aufgebrochen wird, wodurch die Feuerwand entstehen würde, eine hochenergetische Barriere.
Die Lösung wird manchmal als AMPS Firewall bezeichnet, ein Akronym für die Namen der Autoren der Veröffentlichung von 2012. Auf die von der Gruppe AMPS aufgezeigte potenzielle Inkonsistenz hatte bereits Samir Mathur hingewiesen, der das Argument zugunsten des Fuzzball-Vorschlags  anführte. Der Einsatz einer Feuerwand zur Lösung dieser Unstimmigkeit ist nach wie vor umstritten, und die Physiker sind sich nicht einig über die Lösung des Paradoxons.

## Das grundlegende Paradoxon
Nach der Quantenfeldtheorie in gekrümmter Raumzeit sind an einer einzigen Emission von Hawking-Strahlung zwei miteinander verschränkte Teilchen beteiligt. Das ausgehende Teilchen entweicht und wird als ein Quant der Hawking-Strahlung emittiert; das einfallende Teilchen wird vom Schwarzen Loch verschluckt. Nehmen wir an, dass ein Schwarzes Loch in einer endlichen Zeit in der Vergangenheit entstanden ist und in einer endlichen Zeit in der Zukunft vollständig verdampfen wird. Dann wird es nur eine endliche Menge an Informationen aussenden, die in seiner Hawking-Strahlung kodiert sind. Für ein altes Schwarzes Loch, das die Hälfte seiner Verdampfung bereits hinter sich hat, gelten die allgemeinen Argumente der Quanteninformationstheorie von Page und Lubkin die nahelegen, dass die neue Hawking-Strahlung mit der alten Hawking-Strahlung verschränkt sein muss. Da die neue Hawking-Strahlung jedoch auch mit den Freiheitsgraden hinter dem Horizont verschränkt sein muss, führt dies zu einem Paradoxon: Das Prinzip der „Monogamie der Verschränkung“ besagt, dass das ausgehende Teilchen, wie jedes Quantensystem, nicht gleichzeitig mit zwei unabhängigen Systemen vollständig verschränkt sein kann; in diesem Fall scheint das ausgehende Teilchen jedoch sowohl mit dem einfallenden Teilchen als auch unabhängig davon mit der vergangenen Hawking-Strahlung verschränkt zu sein.
AMPS argumentierte ursprünglich, dass die Physiker zur Lösung des Paradoxons gezwungen sein könnten, einen der drei bewährten Grundsätze aufzugeben: Einsteins Äquivalenzprinzip, die Einheitlichkeit oder die bestehende Quantenfeldtheorie. Inzwischen ist jedoch anerkannt, dass das Monogamie-Paradoxon auf einer weiteren stillschweigenden Annahme beruht, nämlich der Lokalität. Eine verbreitete Ansicht ist, dass die Theorien der Quantengravitation nicht der exakten Lokalität gehorchen, was zu einer Auflösung des Paradoxons führt. Andererseits argumentieren einige Physiker, dass solche Verstöße gegen die Lokalität das Paradoxon nicht auflösen können.

### Die "Firewall" Lösung für das Paradoxon
Einige Wissenschaftler vermuten, dass die Verschränkung zwischen dem einfallenden Teilchen und dem ausfallenden Teilchen irgendwie sofort aufgehoben werden muss. Das Aufbrechen dieser Verschränkung würde große Mengen an Energie freisetzen und so eine brennende "Firewall" am Ereignishorizont des Schwarzen Lochs erzeugen. Diese Lösung erfordert eine Verletzung des Einsteinschen Äquivalenzprinzips, das besagt, dass der freie Fall nicht vom Schweben im leeren Raum unterschieden werden kann. Diese Verletzung wurde als "ungeheuerlich" bezeichnet; der theoretische Physiker Raphael Bousso beschwerte sich, dass "eine Firewall einfach nicht im leeren Raum erscheinen kann, genauso wenig wie eine Ziegelmauer plötzlich in einem leeren Feld auftauchen und einem ins Gesicht schlagen kann."

### Nicht-Firewall Lösungen für das Paradoxon
Einige Wissenschaftler vermuten, dass es in der Tat keine Verschränkung zwischen dem emittierten Teilchen und der vorherigen Hawking-Strahlung gibt. Diese Auflösung würde einen Informationsverlust des Schwarzen Lochs erfordern, eine umstrittene Verletzung der Unitarität.
Andere, wie Steve Giddings, schlagen vor, die Quantenfeldtheorie so zu modifizieren, dass die Verschränkung allmählich verloren geht, wenn sich die aus- und einfallenden Teilchen trennen, was zu einer allmählicheren Freisetzung von Energie im Inneren des Schwarzen Lochs und folglich zu keiner Firewall führt.
Der Vorschlag von Papadodimas-Raju (Papadodimas–Raju proposal) besagt, dass das Innere des Schwarzen Lochs durch die gleichen Freiheitsgrade wie die Hawking-Strahlung beschrieben wird. Dies löst das Monogamie-Paradoxon auf, indem die beiden Systeme identifiziert werden, mit denen die späte Hawking-Strahlung verschränkt ist. Da diese Systeme in diesem Vorschlag identisch sind, gibt es keinen Widerspruch zur Monogamie der Verschränkung. In ähnlicher Weise schlugen Juan Maldacena und Leonard Susskind in ihrem ER=EPR-Vorschlag vor, dass die aus- und einfallenden Teilchen irgendwie durch Wurmlöcher miteinander verbunden sind und daher keine unabhängigen Systeme darstellen.
Das Fuzzball-Bild löst das Dilemma, indem es das "haarlose" Vakuum durch einen fadenförmigen Quantenzustand ersetzt und damit jegliche ausgehende Hawking-Strahlung ausdrücklich mit der Entstehungsgeschichte des Schwarzen Lochs koppelt.
Stephen Hawking fand im Januar 2014 mit einem informellen Vorschlag in den Mainstream-Medien große Beachtung den Ereignishorizont eines Schwarzen Lochs durch einen „scheinbaren Horizont“ zu ersetzen, an dem einfallende Materie in der Schwebe gehalten und dann freigesetzt wird. Einige Wissenschaftler haben jedoch Verwirrung darüber geäußert, was genau vorgeschlagen wird und wie der Vorschlag das Paradoxon lösen würde.

## Merkmale und Beobachtung
Die Firewall würde am Ereignishorizont des Schwarzen Lochs existieren und wäre für Beobachter außerhalb des Ereignishorizonts unsichtbar. Materie, die durch den Ereignishorizont in das Schwarze Loch eindringt, würde sofort von einem beliebig heißen „brodelnden Teilchenstrudel“ an der Firewall „knusprig gebrannt“.
Bei der Verschmelzung zweier Schwarzer Löcher können die Eigenschaften einer Firewall (falls vorhanden) die ausgehende Gravitationsstrahlung als „Echos“ prägen, wenn die Wellen in der Nähe des unscharfen Ereignishorizonts abprallen. Die zu erwartende Menge solcher Echos ist theoretisch unklar, da die Physiker derzeit kein gutes physikalisches Modell für Firewalls haben. Im Jahr 2016 behaupteten der Kosmologe Niayesh Afshordi und andere, dass es in den Daten der ersten von LIGO entdeckten Verschmelzung eines Schwarzen Lochs erste Anzeichen für ein solches Echo gibt; In neueren Arbeiten wird argumentiert, dass es keine statistisch signifikanten Belege für solche Echos in den Daten gibt.